# Kimberley Davies
Kimberley Davies, talvolta accreditata come Kimberly Davies (Ballarat, 20 febbraio 1973), è un'attrice australiana.

## Biografia
Originaria dello stato di Victoria, è conosciuta per aver recitato fra il 1993 ed il 1996 nel ruolo di Annalise Hartman nella soap televisiva australiana Neighbours. Nel 2005 ha partecipato alla trasmissione commemorativa del ventesimo anniversario della fortunata serie.
Dopo il debutto nella serie televisiva australiana Just Kidding!, Davies si è trasferita negli Stati Uniti dove ha lavorato nel cinema ed in televisione, fra l'altro nel ruolo di Laura Sinclair nella soap opera Pacific Palisades e nei filmPsycho Beach Party, The Next Best Thing, The Shrink Is In, Made - Due imbroglioni a New York e South Pacific.
Sempre in televisione è stata fra gli interpreti guest star nelle serie televisive Friends (2004, come Adrienne Turnere), Ally McBeal e Profiler - Intuizioni mortali (2000).
Insieme ad Antonio Sabàto Jr. è apparsa, nel 2002, nel film tv Fuori tempo massimo (Seconds to Spare).
Nel maggio 2005 è apparsa nel reality show australiano Celebrity Circus e nel novembre dello stesso anno nella quinta stagione del reality britannico I'm a Celebrity... Get Me Out of Here!, lasciando però a metà della programmazione per una lesione rimediata ad una spalla.
Nel 2007, Davies è stata fra i partecipanti dello spettacolo televisivo australiano Dancing with the Stars (format televisivo di Ballando con le stelle).
Ha poi dato voce ad Alura McCall nel videogame su James Bond James Bond 007: Nightfire.
Nel 2009 ha partecipato come ospite al comedy game australiano Talkin' 'bout your Generation's Christmas Special.

## Vita personale
Davies è di origine scozzese. Dal 1997 è sposata con l'ex modello Jason Harvey (fratello di presentatore televisivo Nathan Harvey) ed ha tre figli: Isabella (2002), Joshua (2004) e un altro figlio nato nel 2009.

## Filmografia parziale
- Neighbours (1993-1996) - Serie TV
- True Love and Chaos (1997)
- It's True! - serie TV, 1 episodio (1998)
- Nell'occhio del ciclone (1999)
- The Next Best Thing (2000)
- Psycho Beach Party (2000)
- Feather Pimento (2001)
- Made - Due imbroglioni a New York (Made) (2001)
- The Shrink Is In (2001)
- South Pacific – film TV (2001)
- Fuori tempo massimo (Seconds to Spare) - Film TV (2002)
- The Month of August (2002)